# Tommy Guerrero
Tommy Guerrero (San Francisco, 9 settembre 1966) è un musicista e skater statunitense.
È stato uno dei membri della Bones Brigade, team di skater professionisti sponsorizzati da Powell Peralta che ha dominato la scena del mondo dello skateboard negli anni ottanta. Oltre a comparire in molti video della Bones Brigade, ottiene anche piccole parti in alcuni film dell'epoca, tra cui Scuola di polizia 4: cittadini... in guardia (1987), California Skate (1989), Sight Unseen (2004) e El americano (2009). Dopo l'esperienza con la Bones Brigade, fonda insieme a Jim Thiebaud, la Real, azienda costruttrice di skateboard.
Una volta conclusasi la carriera sportiva, Guerrero si darà all'altra sua grande passione: la musica. Dopo le esperienze con due gruppi, i Free Beer e i Jet Black Crayon, ottiene un discreto successo come artista solista. I suoi lavori, acclamati dalla critica, combinano svariati stili come rock, rap, funk, soul, e jazz. Nel 2004 il settimanale Rolling Stone nomina l'album di Guerrero, Soul Food Taqueria, il secondo miglior album del 2003.

## Filmografia

### Cinema
- California Skate (Gleaming the Cube) (1989)

### Televisione
- per la Bones Brigade:
  - Skateboarding In The Eighties (1982)
  - The Bones Brigade Video Show (1984)
  - Future Primitive (1985)
  - The Search for Animal Chin (1987)
  - Public Domain (1988)
  - Axe Rated (1988)
  - Ban This (1989)
  - Propaganda (1990)
  - Eight (1991)
  - Celebrity Tropical Fish (1991)

## Discografia

### Album
- Loose Grooves & Bastard Blues (1998)
- A Little Bit Of Somethin' (2000)
- Hoy Yen Ass'n (con l'ex membro dei Jet Black Crayon, Gadget) (2000)
- Another Late Night: Tommy Guerrero (Azuli Records' Late Night Tales) (2002)
- backintheDay+fotraque 7inch  (2002)
- Soul Food Taqueria (2003)
- Year of the Monkey - EP (2005)
- From The Soil To The Soul (2006)
- Return of the Bastard (2008)
- Lord Newborn and The Magic Skulls (con Money Mark e Shawn Lee) (2009)
- Lifeboats & Follies  (2011)
- No Man's Land  (2012) - released in Japan
- Perpetual (2015)
- Road To Knowhere (2018)
- Dub Session  (2019)
- Sunshine Radio (2021)
- Amber of Memory (2023)

### Singoli
- Backintheday (1995)
- Junk Collector (2001)
- Rusty Gears Lonely Years / Organism (2001)
- Gettin' It Together (2004)